# Eta Carinae
Eta Carinae (η carinae sau η car) este un sistem stelar din constelația Carena. Este format din cel puțin două stele, din care una este o stea variabilă hiper-gigantă . Luminozitatea ei este de aproximativ patru milioane de ori mai mare decât cea a Soarelui și cu o masă cuprinsă între 100 și 150 mase solare, fiind una dintre cele mai mari stele descoperite vreodată. Din cauza masei sale și a vârstei, este așteptat să explodeze într-o supernovă în următorii ani astronomici.
Steaua este momentan cel mai mare obiect care poate fi studiat în detaliu. Deși este posibil să existe alte stele mai luminoase și mai masive, Eta Carinae are cea mai mare configurație cunoscută.
Unul dintre rivalii săi este steaua Pistol. Stelele de dimensiunile acesteia sunt destul de rare într-o galaxie cum este Calea Lactee. Ele se apropie de limita lui Eddinghton. Presiunea radiației de la exterior este atât de puternică încât aproape contracarează gravitatea. Stelele care au o masă mai mare de 120 de ori decât masa Soarelui depășesc limita lui Eddinghton și probabil gravitația lor este destul de puternică astfel încât să-și susțină radiațiile și gazele.
Pentru astrofizicieni, cea mai importantă este erupția Etei Carinae sau falsa supernovă, astfel lumina călătorește pe o distanță de 8.000 de ani lumină. Eta Carinae produce într-un an aproximativ tot atâta lumină ca și o explozie de supernovă.

## Variația luminozității

Curba de lumină a stelei Eta Carinae. În ordonată Δm = diferenţa de magnitudine faţă de o stea de comparaţie. În abscisă se găseşte timpul expirat în ani.

Un aspect interesant al stelei este schimbarea luminozității. Pentru un moment este clasificată ca fiind o variabilă albastră stea dublă. Când Eta Carinae a fost introdusă pentru prima dată într-un catalog în anul 1677 de către Edmond Halley, i s-a dat magnitudinea 4, dar în 1730 s-a observat o creștere semnificativă a luminozității sale și astfel a fost considerată cea mai luminoasă stea din Carena. Dar, în mod surprinzător, în anul 1782 s-a observat o scădere a luminozității, iar în anul 1820 a crescut din nou. În anul 1827, luminozitatea ei s-a înzecit, iar în aprilie 1843 și-a atins gradul maxim, ajungând la o magnitudine de -0.8, fiind a doua stea ca luminozitate de pe cer, în ciuda distanței enorme de 7.000-8.000 ani lumină.
Eta Carinae are unele izbucniri, ultima având loc în jurul iluminozității maxime, văzută în 1841. Motivul acestor izbucniri este încă necunoscut. Cel mai plauzibil motiv este cauzat de presiunea energetică exercitată de luminozitatea enormă a stelei. După 1843 luminozitatea stelei a scăzut iar între 1900 și 1940 steaua avea o magnitudine de 8, ceea ce înseamnă că nu era vizibilă cu ochiul liber. Luminozitatea Etei Carinae a variat brusc și neașteptat în anii 1998-1999. Ca și in 2007 de altfel, când steaua putea fi văzută cu ochiul liber deoarece avea o magnitudine aparentă de 5.
Un „minim de spectroscopie” sau „o eclipsă de raze X” a avut loc în 2003. Astronomii au organizat o campanie care a inclus toate marile observatoare, cum ar fi: Telescopul Spațial Hubble, Chandra X-ray Observatory, INTEGRAL și Very Large Telescope. Primul obiectiv era să se determine dacă Eta Carinea este un sistem binar; dacă este, să se descopere componentele sale; să se descopere cauzele minimului de spectroscopie și mecanismul de funcționare și să se înțeleagă relația (dacă există) cu marea explozie din secolul 19.
Monitorizările spectroscopice a Etei Carinae au arătat că o emisie de linii se repetă precis la fiecare 5.52 ani, iar acest lucru se intamplă de decenii. Emisiile radio ale stelei și intensitatea radiațiilor-x, se repetă de asemenea în timpul acestor evenimente. Aceste variații împreună cu observațiile ultra-violete arată ca există o foarte mare probabilitate ca Eta Carinae să fie un sistem binar, steaua mai mică având o perioadă de rotație în jurul Etei Carinae de 5.52 ani.
Radiațiile de ionizare trimise de a doua stea fiind sursa majoră de radiație a sistemului. O mare parte din aceste radiații sunt absorbite de vânturile solare, iar poate după aceea întâlnesc un al doilea vânt și trec prin unda de șoc. Cantitatea absorbită depinde de dimensiunile undei de șoc a primului vânt. Absorbția este limitată și de presiunea magnetică a primului vânt.

## Ipoteze
Primele observații spectroscopice efectuate în Peru, în 1892 și 1903 au evidențiat o serii de linii spectrale de absorbție, dar cu puține indicații asupra emisiei, aceste linii spectrale de absorție ulterior au devenit mai slabe și apoi au dispărut, în timp ce liniile de emisie s-au înmulțit și s-au intensificat.
S-au emis mai multe ipoteze legate de variabilitatea proceselor sale fizice. Prima a fost să se considere stea normală, tip stea supergigantă albastră, având o suprafață de 5 - 6 ori mai fierbinte decât fotosfera Soarelui, pe când diametrul ar fi de 80 - 90 ori mai mare decât al Soarelui. În aceste condiții pentru a avea o luminozitate mai mare se consideră că masa ar fi de cca 100 mase solare. Acesta ar fi fost motivul pentru care steaua se prezenta luminoasă cu ochiul liber prin anii '70 ai secolului al XVIII-lea. Atunci steaua fiind foarte fierbinte, maximul de energie radiată se găsea în domeniul ultraviolet, invizibil pentru epoca respectivă. Apoi prin anii '30 ai sec. al XIX-lea o anumită instabilitate a făcut ca straturile de la periferie să fie aruncate spre exterior, posibil ca presiunea de radiație să fi fost mai mare decât atracția gravitațională. În acel moment steaua putea să ejecteze cca o masă solară. Pe măsură ce acest material se extindea și se răcea, provoca o deplasare spre roșu a radiației care-l traversa, făcând ca steaua să devină mai ușor de observat în domeniul optic. Din cauza expansiunii, densitatea în straturile respective scădea, iar transparența creștea, efectul asupra radiației se micșora și aparent, steaua devine mai puțin strălucitoare. În jurul anilor 1858, straturile periferice de gaz ejectat, transparente până în acel moment, au început iar să se răcească, astfel încât praful s-a condensat în jurul gazului. Praful va absorbi mare parte a luminii, steaua devine invizibilă ochiului. În acest timp granulele de timp sunt încălzire de lumina pe care o absorb și vor emite deci radiație în infraroșu. Granulele respective de asemenea dispersează o anumită fracțiune din lumina vizibilă, făcând steaua să fie văzută în expansiune. Azi Eta Carinae poate reveni iar la condiția sa dinainte de 1830, iar în câteva decade praful să ajungă destul de departe pentru a avea o densitate mai mică, să devină mai transparent deci steaua să ajungă iarăși strălucitoare așa cum a fost cu 270 de ani în urmă. Apoi peste câteva sute de ani în viitor se poate produce o nouă explozie, o nouă degajare de material și așa mai departe.
Eta Carinae se află deci scufundată în materialul ejectat cu ocazia erupției din 1843 și al erupției din 1730, erupție înregistrată și de John Herschel.

## Perspective viitoare
Stele de dimensiuni asemănătoare cu Eta Carinae își consumă combustibilul destul de repede din cauza luminozității. Este așteptat ca Eta Carinae să explodeze într-o supernovă sau într-o hipernovă în următorul milion de ani. Dar având în vedere că nu se poate preciza exact vârsta stelei, ea ar putea exploda în următoarele milenii sau chiar în următori ani. Stele la fel de mari ca și Eta Carinae ar putea fi doar un stagiu în viața celor mai mari stele; o teorie spune că asemenea stele pierd extrem de multă masă înainte de a exploda într-o supernovă, devenind astfel stele de tip Wolf-Rayet.

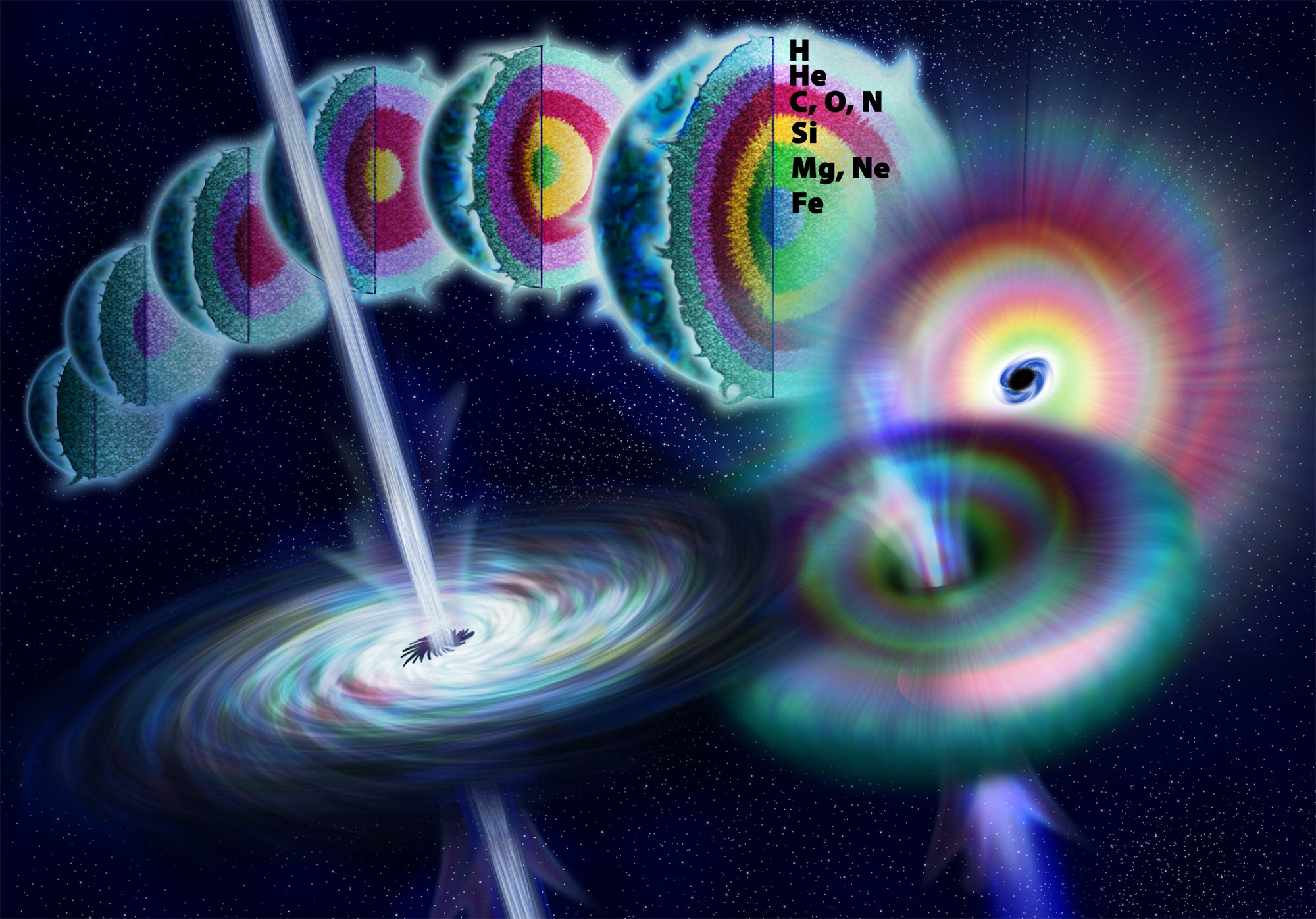
O teorie a exploziei Etei Carinae.
Ea s-ar transforma într-o gaură neagră.

Recent, o stea asemănătoare cu Eta Carinae a fost observată și a fost numită SN 2006jc aflându-se la o distantă de aproximativ 77 de milioane de ani lumină, în constelația Lynx. Ea a fost observată pe 20 octombrie 2004 și s-a spus ce era o supernovă, dar steaua a supraviețuit și a explodat pe 9 octombrie 2006 într-o supernovă. Primul eveniment a fost o supernovă impostoare ceea ce inseamnă că a degajat o masă imensă în spațiu, aproximativ 0.01 mase solare.
Luând în considerare similitudinea dintre Eta Carinae și SN 2006jc, Stefan Immler de la centrul Goddard NASA a sugerat că Eta Carinae ar putea exploda chiar în timpul vieții noastre. Totuși Stanford Woosley de la Universitatea California din Santa Cruz nu este de acord cu afirmația lui Immler și afirmă că este probabil ca Eta Carinae să fie încă la începutul ciclului său de viață, ceea ce înseamnă că ar mai avea destul combustibil nuclear rămas.
În NGC 1260 (o galaxie în spirală din constelația Perseus) aflată la aproximativ 238 milioane de ani lumină depărtare față de Pământ, o altă stea asemănătoare SN 2006gy a explodat într-o supernovă, evenimentul fiind observat pe 18 septembrie 2006. Câțiva astronomi care urmăresc exploziile de supernovă au spus că este probabil ca același lucru să se întâmple și cu Eta Carinae.
Este posibil ca explozia Etei Carinae într-o supernovă sau o hipernovă situată la 7500 ani lumină să afecteze și Pământul dar nu și viața de pe Pământ, care va fi protejată împotriva radiațiilor gamma de către atmosfera terestră. Pagubele vor fi produse în atmosfera înaltă, în stratul de ozon; o astfel de explozie ar mai putea afecta sateliții care orbitează în jurul Pământului sau astronauții care s-ar afla în spațiu în acel moment. Un astronom a afirmat cu câțiva ani în urma că: "Atunci când Eta Carinae va exploda, lumina va fi atât de puternică încât se va vedea și ziua iar noaptea ai putea să citești o carte doar cu ajutorul luminii produse de explozie". O supernovă sau o hipernovă produsă de Eta Carinae probabil ar duce la o izbucnire de radiații gamma din zona polilor de rotație ai Pământului. Dacă Eta Carinae este un sistem binar atunci acest lucru ar putea afecta intensitatea și orientarea exploziei de supernovă.